# Cladomyza multinervis
Cladomyza multinervis är en tvåhjärtbladig växtart som beskrevs av Danser. Cladomyza multinervis ingår i släktet Cladomyza och familjen Amphorogynaceae. Inga underarter finns listade i Catalogue of Life.